# Partium
A Partium (kiejtése a magyarországi latinságban: párcium) a mai Románia legnyugatibb részén található történelmi, földrajzi terület. Az elnevezés a középkori latin dominus partium regni Hungariae azaz „Magyarország részeinek ura” kifejezésből származik, és arra a néhány kelet-magyarországi vármegyére utal, amelyek Magyarország három részre szakadása után az erdélyi fejedelem uralma alá kerültek. A Partiumot olykor magyar nevén „Részek”-ként is említik.
A Partium nem a történelmi Erdély része, attól különálló terület, amely közigazgatásilag hol Erdélyhez, hol Magyarországhoz, hol a Habsburg Birodalomhoz tartozott. A mai román és sok esetben magyar közfelfogás szerint ugyanakkor a Partium területét is a tágabb értelemben vett Erdély (románul Transilvania) részének tekintik.

## Területe
A Partium elnevezést a hivatalos romániai közigazgatásban nem használják, magyar lakossága azonban általában ma is így nevezi a területet, és megkülönbözteti azt a történelmi Erdély (latinul Transylvania, románul Ardeal vagy Transilvania) területétől. A Partium mai fogalmába a következő romániai megyék tartoznak északról dél felé:
- Máramaros megye
- Szilágy megye (Szilágyság)
- Szatmár megye
- Bihar megye („Biharország”)
- Arad megye

## Története
A középkori Magyar Királyság három részre szakadása után a Partium felett az erdélyi fejedelmek mint „Magyarország részeinek urai” uralkodtak, azzal a kikötéssel, hogy a fejedelmi dinasztia kihalása után e területek visszakerülnek a királyi Magyarországhoz. Erről a János Zsigmond és a Habsburgok között 1570-ben létrejött speyeri szerződés rendelkezett.
A Partium területe nem rögzült, a Habsburgok és az erdélyi fejedelmek közötti erőviszonyoktól függően változott. Az 1570. évi speyeri szerződés értelmében ide tartoztak:
- Máramaros vármegye,
- Bihar vármegye,
- Zaránd vármegye,
- Közép-Szolnok vármegye,
- Kraszna vármegye és
- Kővár vidéke (megyei jogú, önálló közigazgatású).

Az Erdélyi Fejedelemség további terjeszkedése eredményeként később a Partium része lett még:
- Arad vármegye keleti része és
- Szörény vármegye (a középkori Krassó vármegye és Szörénység).

A terület a törökök kiűzése és Erdély Habsburg uralom alá kerülése után több közigazgatási változáson is átment. 1693-ban a Partiumot hivatalosan visszacsatolták Magyarországhoz. Az egykori Szörény vármegye területe ugyanakkor 1718-ban a Bánság része lett. (E terület további történetéről lásd a Bánság szócikket!)
A visszacsatolási rendelet nyomán a valóságban csak a Partium egy része (Arad, Bihar és Máramaros vármegye) lett ismét Magyarország szerves alkotóeleme. A Partium más területei (Kraszna, Közép-Szolnok és Zaránd vármegyék) viszont csak adózási tekintetben tartoztak Magyarországhoz, közigazgatási szempontból továbbra is Erdély keretében maradtak.
A Rákóczi-szabadságharc idején II. Rákóczi Ferenc a partiumi megyéket ismét erdélyi közigazgatás alá vonta. E törekvésében az Erdélyi Fejedelemség szerepének erősítése, illetve a Királyhágón túli (tényleges erdélyi) területek elvesztése (1708) után erdélyi uralmának legitimációja motiválta. Ezért Máramaros és Bihar vármegye mellett még Debrecen városát is a Partium részeként kezelte.
A szatmári béke után a terület jogi rendezése az előző század végén lerakott alapokon folyt tovább. A fentebb említett kettős függést csak az 1733. évi Carolina resolutio szüntette meg. A magyar országgyűlés megkérdezése nélkül hozott kormányrendelet értelmében Kraszna és Középszolnok vármegyéket, Zaránd vármegye keleti felét (a megye nyugati része Arad vármegye része lett), valamint Kővár vidékét hivatalosan is erdélyi közigazgatás alá helyezték. Ettől kezdve Partium alatt ezeket a területeket értették.
A Partium területe 1733-tól:
- Zaránd vármegye,
- Közép-Szolnok vármegye,
- Kraszna vármegye,
- Kővár vidéke,

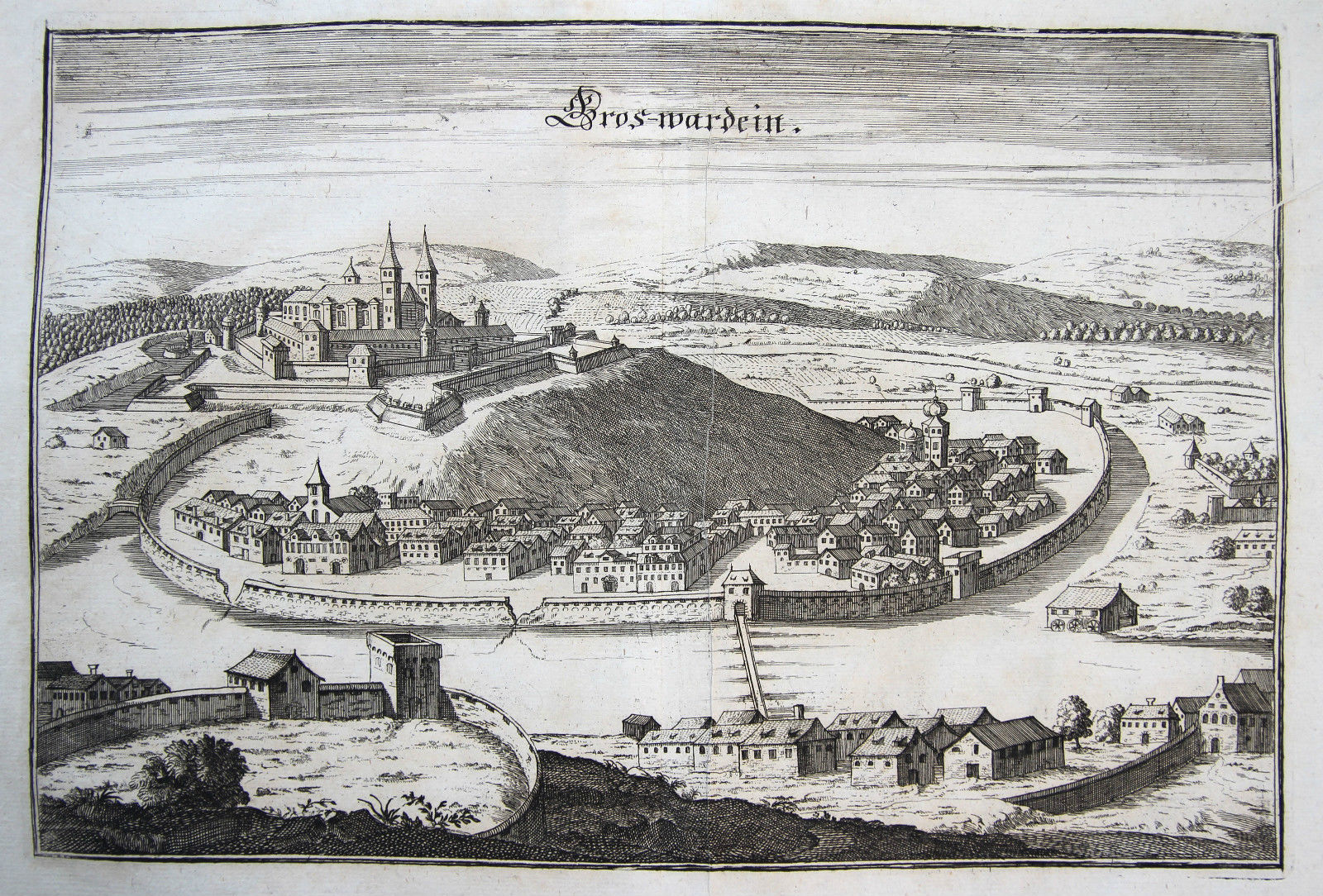
A nagyváradi vár (1702)

- Zilah város (1806-tól önálló közigazgatású).

Az 1741. évi 18., az 1751. évi 24., királyi szentesítést nyert törvénycikkek ugyan ismételten elrendelték Kraszna, Középszolnok és Zaránd vármegyék Magyarországhoz történő visszacsatolását is, a törvények gyakorlati megvalósítása azonban elmaradt. A visszacsatolásban érdekelt magyar politikai erők ennek következtében arra a meggyőződésre jutottak, hogy a Partium tényleges visszacsatolása csak Erdély Magyarországgal való teljes egyesítése (uniója) esetén várható. E célból a magyar és erdélyi országgyűlések folyamatos kezdeményezéseket tettek, amelyek azonban a bécsi udvar ellenállása miatt mindig meghiúsultak. Mindössze annyi lett az eredmény, hogy a Partium visszacsatolását az 1792. évi 11., valamint később az 1836. évi 21. törvénycikkelyben ismét törvénybe iktatták, ami ismét csak papíron maradt. A törvény végrehajtásának ugyanis az Erdélyi Udvari Kancellária ellenállt. A partiumi megyék rendjei 1847-ben az erdélyi kormányzat viselkedéséről így írnak:
„A magyar király parancsa iránti tiszteletlenség Erdély fejedelme iránti hódolatnak vétetett, a szentesített törvény iránti engedetlenség polgári erénynek.”
Az 1848-49-es szabadságharc alatt, az Erdéllyel létrehozott unió keretében a Partium is átmenetileg Magyarországhoz tartozott. (1848. évi 6. törvénycikk a Részek visszacsatolásáról.) Az egyesítést 1848 májusában Wesselényi Miklós irányítása alatt hajtották végre.
A szabadságharc leverése után az osztrák kormány ismét elszakította Magyarországtól Erdélyt, és ezzel egyidőben Közép-Szolnok, Kraszna és Zaránd vármegyéket, Kővár vidékével és Zilah városával együtt az erdélyi polgári és katonai kormányzat alá helyezték. Csak az októberi diploma eredményeként, az 1862. március 15-i császári rendelet következtében szakadt el a Partium véglegesen Erdélytől.
Az 1867. évi kiegyezés után egészen 1920-ig Erdély és valamennyi volt partiumi terület a Magyar Királyság szerves részét képezte. 1876-ban Közép-Szolnok és Kraszna vármegyékből, továbbá Zilah városából és az erdélyi Doboka vármegye egy részéből a magyar országgyűlés létrehozta az új Szilágy vármegyét. Zaránd vármegyét ugyanakkor részben Hunyad, részben Arad vármegyébe, Kővár vidékét pedig részben az új Szolnok-Doboka, részben Szatmár vármegyébe kebelezték be.
A trianoni békeszerződés Erdéllyel együtt az egykori Partium területét, valamint Máramaros vármegye déli részét (míg az északi rész Csehszlovákiához került, a Szovjetunió 1991-es felbomlásása óta Ukrajna területét képezi), illetve Arad, Szatmár és Bihar vármegyék túlnyomó részét is Romániának juttatta. Kisebb Szatmár, Bihar és Arad megyei töredékek maradtak csak magyar fennhatóság alatt (ld. Szabolcs-Szatmár-Bereg vármegye és Hajdú-Bihar vármegye). Így a jelenkori Partium fogalma a történelmi vonatkozása mellett a Magyarországtól Romániához került alföldi területek összességét is lefedi, tehát például a szatmári vidékek (Szatmárnémeti, Nagykároly) is beleértendők, amelyek történelmileg eredetileg nem voltak Partium részei, hanem mindig Magyarország területéhez tartoztak, de Trianon óta a történelmi partiumi területekkel alkotnak szoros területi egységet.

## Híres emberek

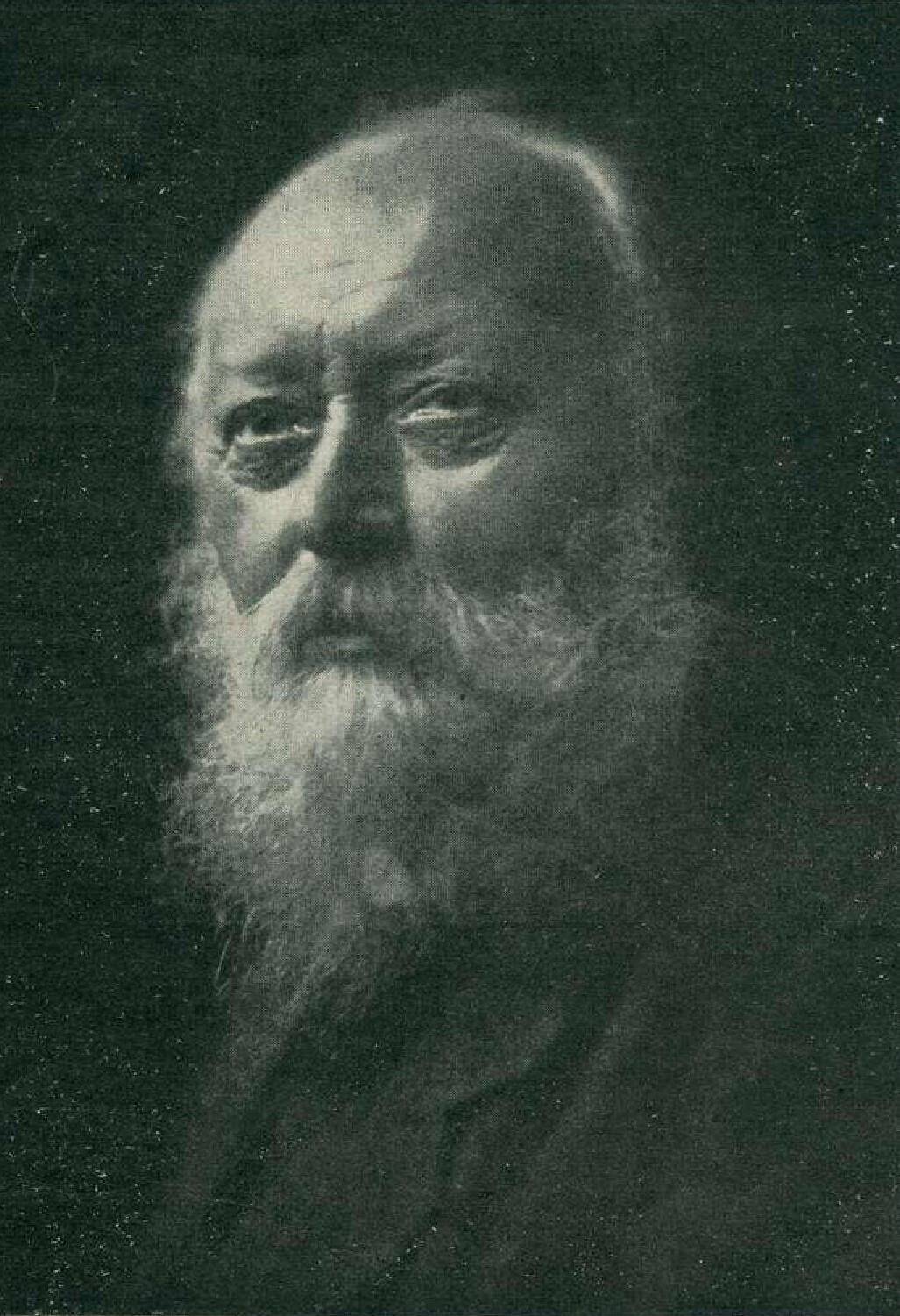
Bíró Lajos (1856–1931) zoológus

- Ady Endre (1877–1919) Érmindszent híres szülötte, a 20. századi magyar költészet egyik legjelentősebb alakja
- Arany János (1817–1882) Nagyszalonta híres szülötte, költő
- Bajor Andor (1927–1991) Nagyváradon született író, költő, humorista
- Bakócz Tamás (1442–1521) esztergomi érsek, bíboros, Erdődön született
- Bartók Béla (1881–1945) Nagyszentmiklóson született zeneszerző, zongoraművész, zenetudós
- Bíró Lajos (zoológus) (1856–1931) tasnádi születésű zoológus (entomológus), néprajzi gyűjtő
- Dsida Jenő (1907–1938) Szatmárnémetiben született költő
- Fényes Elek (1807–1876) csokalyi születésű, a magyar statisztika megteremtője
- Fényes Szabolcs (1912–1986) nagyváradi születésű Erkel Ferenc-díjas zeneszerző
- Irinyi János (1817–1895) Albison született, a zajtalan gyufa feltalálója
- Irinyi József (1822–1859) Albison született, a márciusi ifjak egyike, a 12 pont megszerkesztője
- Jávor Pál (1902–1959) aradi születésű színművész
- Kaffka Margit (1880–1918) nagykárolyi születésű író és költő
- Kazinczy Ferenc (1759–1831) Érsemjénben született író, nyelvújító, műfordító
- Károlyi Gáspár (1529–1590) Nagykárolyban született, elismert teológus, a Vizsolyi Biblia fordítója
- Kölcsey Ferenc (1790–1838) Sződemeter szülötte, a Himnusz szerzője
- Kulin György (1905–1989) Nagyszalontán született csillagász, több kisbolygó felfedezője
- Misztótfalusi Kis Miklós (1650–1702) Misztótfalu nagy szülöttje, a magyar nyomdászat kimagasló alakja, európai hírű nyomdász, jelentős nyelvtudós
- Nagysándor József (1804–1849) nagyváradi születésű szabadságharcos, vértanú
- Németh László (1901–1975) nagybányai születésű író, esszéista, színműíró, publicista, műfordító
- Örvéndi Molnár Ferenc (1637–1699) örvéndi születésű bibliafordító, költő, író
- Pázmány Péter (1570–1637) nagyváradi születésű bíboros, esztergomi érsek, államférfi, tudós
- Szigligeti Ede (Szathmáry József) (1814–1878) Nagyvárad szülötte, drámaíró, színész, rendező
- Szilágyi Domokos (1938–1976) nagysomkúti születésű költő, kritikus és műfordító
- Tóth Árpád (1886–1928) aradi születésű költő

További híres partiumiakról lásd az egyes megyék szócikkeit!